# Бібліотека імені Юрія Смолича
Бібліотека імені Ю. Смолича Дарницького району м. Києва.

## Адреса
02081 м. Київ, вул. Здолбунівська, 3-а

## Характеристика
Площа приміщення бібліотеки — 326,8 м², Книжковий фонд — 44,8 тис. примірників. Щорічно обслуговує 2,8 тис. користувачів. Кількість відвідувань за рік — 11,0 тис., книговидач — 48,0 тис. примірників.

## Історія бібліотеки
Бібліотека заснована у 1968 році. У 2001 році була переведена із житлового масиву Корчуватого на житловий масив Позняки-2.
Бібліотека стала культурним осередком для мешканців мікрорайону. Бібліотеку відрізняють сучасний дизайн, комфортність, цікаво вирішене питання оформлення книжкового фонду з урахуванням вікових особливостей користувачів. Її партнери : Завод "Буревісник", Середня загальноосвітня школа І-ІІІ ступенів № 111 ім. С.А.Ковпака, дитячій заклад №113.
Бібліотека ім. Ю. Смолича — центр інформації з питань права. До послуг користувачів — абонемент, дитячий куточок, затишний читальний зал, чотири Інтернет місця в Інтернет-центрі.